# Fairfield (Texas)
Fairfield es una ciudad ubicada en el condado de Freestone en el estado estadounidense de Texas. En el Censo de 2010 tenía una población de 2.951 habitantes y una densidad poblacional de 208,6 personas por km².

## Geografía
Fairfield se encuentra ubicada en las coordenadas 31°43′3″N 96°10′14″O / 31.71750, -96.17056. Según la Oficina del Censo de los Estados Unidos, Fairfield tiene una superficie total de 14.15 km², de la cual 14.14 km² corresponden a tierra firme y (0.07%) 0.01 km² es agua.

## Demografía
Según el censo de 2010, había 2.951 personas residiendo en Fairfield. La densidad de población era de 208,6 hab./km². De los 2.951 habitantes, Fairfield estaba compuesto por el 65.57% blancos, el 22.94% eran afroamericanos, el 0.44% eran amerindios, el 0.91% eran asiáticos, el 0.07% eran isleños del Pacífico, el 8% eran de otras razas y el 2.07% pertenecían a dos o más razas. Del total de la población el 14.5% eran hispanos o latinos de cualquier raza.